# 龚孟贤
龚孟贤（？—？），湖北黄冈人。曾用名龚士希。中国近代人物。

## 生平
早年参加革命。1925年7月，参加陈潭秋及胞弟陈荫林领导召集的中共黄冈县第一次代表大会，同时成立黄冈县农民协会。在时任湖北省农民协会副委员长陈荫林领导下，编辑《湖北农民画报》。1927年4月，中共五大在武汉召开时，担任大会工作人员。同年8月参加南昌起义，随军南下，作宣传工作。后担任汉口市图书馆馆长。中华人民共和国成立后，担任武汉市图书馆馆长。曾调武汉市文化局工作，不久再任武汉市图书馆馆长。文化大革命期间逝世。